# Ovesholms slott
Ovesholms slott är ett slott i Träne socken i Kristianstads kommun.
Slottet ligger vid Ovesholmssjön på Nävlingeåsens sluttning mot Kristianstadsslätten, två kilometer väster om Ovesholms tätort. Det ägs av släkten Hamilton. Parken i engelsk stil är inte öppen för allmänheten.

## Historia
Ovesholms gods hette från början Träne. Dess förste kände ägare, Åke Ugerup, kallade gården Åkesholm 1580. Ove Urup uppges 1620 ha flyttat gården till norra ändan av den lilla sjö, vid vars västra strand den nuvarande huvudbyggnaden ligger. Det är från honom namnet Ovesholm kommer.  
Efter Ebbe Ulfelds död skildes Ovesholm från Araslöv och tillföll dottern Sofia Maria, som var gift med överstelöjtnant Johan Ridderschantz. Deras dotter testamenterade 1774 godset till sin svärson major Henning Reinhold Wrangel. Dennes son landshövding Carl Adam Wrangel af Adinal lät uppföra manbyggnaden 1792–1804. Han skapade på Ovesholm ett betydande bibliotek, med tavel- och skulptursamling. Dessutom finns på slottet en mängd möbler och föremål, som tillhört Kristian IV och härstammar från hans måg Ulfeld. 
Från Wrangels son, Henning Gustaf, tillföll godset efter en långvarig arvsprocess greve Axel Hugo Raoul Hamilton, 1787–1875. Han lät göra en tillbyggnad 1857. Slottet ärvdes av sonen, den liberale politikern Raoul Hamilton. Det har stannat i släkten och ägdes av den sistnämndes sonsons son, även han med namnet Raoul Hamilton, fram till 2015. Då tog dottern Alexandra Hamilton över.